# Натолін (Венґровський повіт)
Натолін (пол. Natolin) — село в Польщі, у гміні Вежбно Венґровського повіту Мазовецького воєводства.
Населення — 46 осіб (2011).
У 1975-1998 роках село належало до Седлецького воєводства.

## Демографія
Демографічна структура станом на 31 березня 2011 року:
|          | Загалом | Допрацездатний вік | Працездатний вік | Постпрацездатний вік |
| -------- | ------- | ------------------ | ---------------- | -------------------- |
| Чоловіки | 25      | 2                  | 19               | 4                    |
| Жінки    | 21      | 3                  | 7                | 11                   |
| Разом    | 46      | 5                  | 26               | 15                   |